# 白君廟
白君廟位於四川省雅安市天全縣，文物遺址年代判定為清代。2007年6月1日公佈為四川省第七批文物保護單位。